# Белс (Тенеси)
Белс (енгл. Bells) град је у америчкој савезној држави Тенеси.

## Демографија
По попису из 2010. године број становника је 2.437, што је 266 (12,3%) становника више него 2000. године.
| Група             | 2000.         | 2010.         |
| Белци             | 1.213 (55,9%) | 1.415 (58,1%) |
| Афроамериканци    | 460 (21,2%)   | 501 (20,6%)   |
| Азијати           | 0 (0,0%)      | 13 (0,5%)     |
| Хиспаноамериканци | 495 (22,8%)   | 467 (19,2%)   |
| Укупно            | 2.171         | 2.437         |